# Augustine Brohan

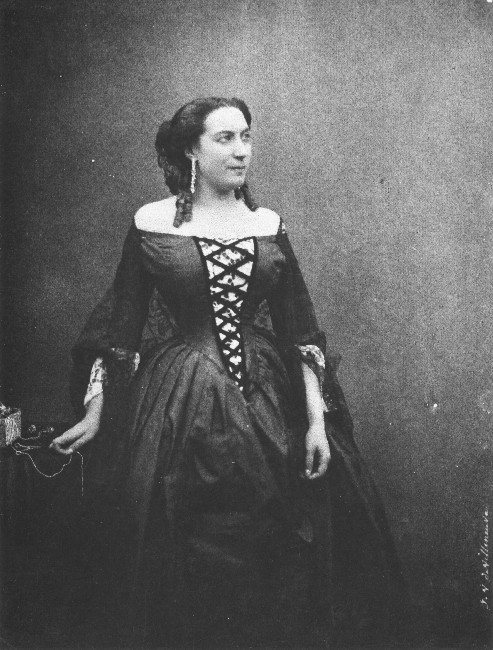
Augustine Brohan

Joséphine Félicité Augustine Brohan, född 1824 och död 1893, var en fransk skådespelerska, dotter till Suzanne Brohan och syster till Madeleine Brohan.
Augustine Brohan var 1841–1868 anställd vid Théâtre-Français, där hon på ett lysande sätt efterträdde sin mor som den berömda scenens klassiska subrett. Hennes glansroll var Suzanne i Figaros bröllop.